# The Dawn Patrol
The Dawn Patrol és una pel·lícula estatunidenca pre-Codi del 1930 ambientada en la Primera Guerra Mundial protagonitzada per Richard Barthelmess i Douglas Fairbanks Jr. Fou dirigida per Howard Hawks, un antic instructor de vol de la Primera Guerra Mundial, que fins i tot va volar en la pel·lícula com a pilot alemany en un paper no acreditat. The Dawn Patrol va guanyar l'Oscar a la millor història per John Monk Saunders. Posteriorment es va fer un remake en 1938, amb el mateix títol, i l'original fou rebatejada Flight Commander es va publicar posteriorment com a part del catàleg de pel·lícules de Warner Bros..

## Argument
Durant la Primera Guerra Mundial, els pilots d'una esquadrilla RFC van tractar l'estrès del combat principalment a través d'incursions nocturnes bevent força. Els dos asos de l'esquadró "A Flight", Courtney (Richard Barthelmess) i Scott (Douglas Fairbanks, Jr.), han arribat a odiar l'oficial comandant, Brand (Neil Hamilton), culpant-lo d'haver enviat nous reclutaments directament al combat amb avions inferiors.
Sense que ho sàpiguen, Brand ha estat discutint contínuament amb un comandament més alt per permetre temps de pràctica als nous pilots, però el comandament està desesperat per mantenir la superioritat aèria i els ordena al combat tan aviat com arriben. A Brand li disgusta tant que ni tan sols es pot unir fàcilment als seus homes per la festa nocturna, bevent sol i trencant-se clarament sota la tensió. La tensió empitjora quan una esquadra d'elit Luftstreitkrafte dirigida per "von Richter" pren la seva posició just a les primeres línies.
Després de perdre diversos pilots veterans de l'esquadró, les files es componen cada vegada més de nous reclutaments que no tenen absolutament cap possibilitat contra els veterans alemanys. Von Richter és tan molest que Courtney i Scott responen atacant l'aeròdrom dels alemanys en desafiament de les ordres de Brand per no atacar-los. Brand es pren la revenja quan és cridat a l'Estat Major i Courtney es converteix en comandant d'esquadró. Courtney s'assabenta ràpidament de la misèria que va suportar Brand quan se'ls va ordenar quatre patrulles al dia i les seves al·legacions de no enviar homes novells són ignorades.
Scott i Courtney es desesperen quan el germà petit de Scott és un dels nous substituts i se li ordena immediatament una missió. És assassinat volant la patrulla maleïda. Brand torna amb ordres sobre el que suposa una missió suïcida molt per darrere de les línies enemigues. Courtney té prohibit volar en la missió, de manera que Scott es presenta voluntari. Courtney l'embriaga i vola al seu lloc. Metralla a von Richter quan torna de la missió amb èxit però és mort per un altre pilot alemany. Scott es converteix en comandant d'esquadró i llegeix les ordres als seus nous reemplaçaments.

## Repartiment
- Richard Barthelmess - Dick Courtney
- Douglas Fairbanks, Jr. - Douglas Scott
- Neil Hamilton - Major Brand
- Frank McHugh - Flaherty
- Clyde Cook - Bott
- James Finlayson - Sergent de Camp
- Gardner James - Ralph Hollister
- William Janney - Gordon Scott
- Edmund Breon - Tinent Phipps

## Producció

### Càsting
Tot i que originàriament Ronald Colman havia estat escollit com a actor principal a The Dawn Patrol, Richard Barthelmess va ser ofert per l'estudi. Paramount Publix Corp. també va prestar l'actor Neil Hamilton i l'escriptor Seton I. Miller per a la pel·lícula.

### Rodatge
La fotografia principal va començar el febrer de 1930 amb exteriors disparats a l'aeroport metropolità de Van Nuys, Newhall i Sherwood Forrest, al sud de Califòrnia.
En plena producció, l'estudi va ser demandat per Howard Hughes, a través de la Caddo Company i la Gainsborough Corporation. La demanda va al·legar que The Dawn Patrol va plagiar la seva producció Hell's Angels (1930), també en producció. La demanda va provocar que The Dawn Patrol es forcés a la postproducció per estar als cinemes abans que la pel·lícula rival de Hughes. A la fi de 1930, Warner Bros., propietària de First National Pictures, va guanyar la demanda. Més tard va sorgir un altre tema controvertit, quan tant Howard Hawks com John Monk Saunders van reclamar la propietat de la idea original en que es basava la pel·lícula. Hawks va afirmar que va basar la pel·lícula en els seus propis records, mentre que Saunders va insistir que el guió es derivava de les entrevistes d'altres veterans de la Primera Guerra Mundial. En una deposició, Saunders va dir que es basava en històries de pilots que havia conegut durant la seva etapa com a alumne Rhodes a Oxford i per l'escriptor Irvin S. Cobb.

### Avions
Hawks va intentar crear un ambient realista i va muntar una gran varietat d'avions contemporanis en una esquadró de cinema per rodar les escenes aèries. Va utilitzar principalment el reconstruït Nieuport 28 com a avió per a l'esquadró britànic i Travel Air 4000 (reconfigurat per a pel·lícules i conegut popularment com a "Wichita Fokkers") per a combatents alemanys. Cap dels dos era realment representatiu de l'època de 1915 que era retratada. Altres avions de la seva petita flota eren Standard J-1s per trets a esquadrons sencers, alguns dels quals van ser explotats ambr explosions, i els biplans Waterman Boeing C per a avions alemanys destruïts en estavellaments.
L'escena en què Scott s'enlaira amb Courtney aferrant-se a l'ala, passa a un tret d'un Travel Air 4U Speedwing equipat amb una cogulla rodona sobre el seu motor Comet per assemblar-se als Nieuports. Els pilots figurants eren Leo Nomis, Rupert Symes Macalister, Frank Tomick i Roy Wilson. Diversos avions Thomas-Morse S-4 van ser utilitzats en la pel·lícula de 1930. El S-4 era un avió de caça construït pels Estas Units que no va combatre a la Primera Guerra Mundial. Abundants el 1930, els S-4 eren cada cop més rars en el moment en què es va produir la pel·lícula de 1938, per tant, van reutilitzar seqüències d'avió de la pel·lícula original. Es van muntar algunes escenes de vol dels actors principals amb avions aixecats per cables a una altura de 25 peus. Les mans a l'escenari feien balancejar l'aeronau per simular el vol, però quan un dels cables va sortir disparat a la pantalla, Barthelmess va aparèixer sobresaltat, sense saber que s'havia produït un accident, i simplement pensava que el balanceig de l'aeronau formava part de l'escena.

## Recepció

### Taquilla
Segons els registres de Warner Bros la pel·lícula va obtenir 1.061.000 dòlars al país i 563,00 dòlars a l'estranger, convertint-la en el tercer èxit més gran de l'estudi de l'any després de Gold Diggers of Broadway i Sally.

### Recepció crítica
Els estudis es mostraven extremadament reticents a l'estrena perquè Hawks havia insistit en un diàleg realista que era contrari al to dramàtic que els executius havien exigit. Tanmateix, The Dawn Patrol va ser un "èxit instantani", una de les pel·lícules més rendibles de l'estudi aquell any. Revisions crítiques posteriors van assenyalar que el missatge "anti-guerra" era més freqüent en la pel·lícula original, encara que degut a que fou rebatejada com a Flight Commander, la pel·lícula no és tan coneguda com el seu remake de 1938. Les seqüències voladores, un dels distintius de la pel·lícula, es van rodar en viu i es van integrar fàcilment en el remake posterior.

### Premis i honors
Malgrat la controvèrsia sobre l'origen del guió per The Dawn Patrol, el 1931, Saunders va guanyar un Oscar a la millor història.

## Estat de preservació
Quan es va vendre el catàleg de pel·lícules de Warner Bros., The Dawn Patrol fou emesa per televisió i per Associated Artists Productions, en la seva forma retitulada Flight Commander. Els marcs originals del títol es van descartar i els títols redibuixats es troben en totes les estampes conegudes de la pel·lícula.

## Remake
La pel·lícula fou refeta el 1938 com a vehicle per Errol Flynn, qui va substituir Barthelmess en el paper principal, en comptes de reeditar l'original tal com estava previst. David Niven va prendre el paper de Fairbanks, Jr. i Basil Rathbone el de Neil Hamilton.
Gran part de les seqüències voladores de la pel·lícula de 1930, amb nombrosos primers plans de l'avió de caça, es van reeditar textualment a la pel·lícula de 1938, per tal d'estalviar despeses sense haver de buscar ni construir nous avions de l'era de la Primera Guerra Mundial, però també a causa que les seqüències originals han estat rodades expertament per Ernest Haller, el seu "càmera de campanya escollit", presentat per Barthelmess. Totes les explosions de dipòsits de municions de la pel·lícula també es van editar al remake sense canvis. Quan es va publicar la versió de 1938, la pel·lícula de 1930 va ser retitulada Flight Commander, el títol original de Saunder per al projecte, per diferenciar-la del seu remake de 1938.

## A la cultura popular
Guy Fowler va escriure novel·lització de la pel·lícula de 1930, també titulada The Dawn Patrol, publicada per Grosset & Dunlap el 1930. Warner Bros també va llançar dues historietes Looney Tunes que parodien la pel·lícula. Bosko apareix a Dumb Patrol (1931) i 33 més tard, el 1964, Bugs Bunny i Yosemite Sam van aparèixer a una segona difusió de dibuixos animats que també es va anomenar Dumb Patrol.
En una adaptació de Netflix de "A Series of Unfortunate Events", Violet diu que el remake de 1938 era la sedva pel·lícula preferida.